# Милан Йелич
Милан Йелич (на сръбски: Милан Јелић) е политик от Босна и Херцеговина, 6-и президент на Република Сръбска между 9 ноември 2006 и 30 септември 2007 г., излъчен от Съюз на независимите социалдемократи.

## Биография

#### Живот
Милан Йелич е роден на 26 март 1956 г. в село Копривна, Босна и Херцеговина, тогавашна СФРЮ. Умира на 30 септември 2007 г., в град Добой, Република Сръбска (Босна и Херцеговина).